# Brd. Klee
Brd. Klee er et ingeniør- og handelsaktieselskab, som forhandler tekniske komponenter til industrien. Virksomheden er forhandler et omfattende produktprogram fra blandt andet Bonfiglioli, Elesa, Ganter, Hepco, NSK, Gates og Ströter.
Virksomheden blev grundlagt i 1944 i København af Poul Klee og dennes bror. Efter kort tid skiltes deres veje, og Poul Klee førte firmaet videre alene. 
Frem til 1967 havde Brd. Klee til huse i Krystalgade i København. Siden 1967 har firmaet haft adresse på Gadagervej 11 i Albertslund.
Brd. Klee har siden 1986 været noteret på Københavns Fondsbørs.